# Voorlopig kerkverband van Nederduitsche Gereformeerde Kerken (dolerende)
Voorlopig kerkverband van Nederduitsche Gereformeerde Kerken (dolerende) var namnet på en grupp kalvinister, under ledning av Abraham Kuyper, som 1886 uteslöts ur den Nederländska reformerta kyrkan.
Kuyper och hans anhängare reagerade på att prästlöftet inom kyrkan inte längre innehöll hänvisningar till de reformerta bekännelseskrifterna.
Församlingsledningen (konsistoriet) i Amsterdam, där Kuyper var kyrkoherde sedan 1870, beslutade att alla församlingsmedlemmar måste godta dessa trosbekännelser. Detta överklagades till det regionala äldsterådet (classis) som i december 1885 beslutade att avskeda Kuyper och 80 medlemmar av konsistoriet i Amsterdam. Detta beslut konfirmerades den 1 juli 1886 av en överordnad synod.
Kuyper och hans församling vägrade att acceptera detta beslut. Trots sitt avsked predikade han i Nieuwe Kerk söndagen den 11 juli 1886. 
På grund av sin djupa sorg (Doleantie) över tillståndet inom den reformerta kyrkan kom man att kalla sig "de sörjande" (från latinets dolerend). Genom att använda namnet Nederduitsch Gereformeerde Kerk gjorde man anspråk på att vara den sanna arvtagaren till den ursprungliga reformerta kyrkan i landet, som fram till 1816 använt detta namn.
1889 bestod kyrkan av över 200 församlingar, 180 000 medlemmar och omkring 80 präster. Rörelsen hade sitt centrum i vad som idag kallas det "holländska bibelbältet".
1892 gick man samman med majoriteten av den Kristna Reformerta Kyrkan i Nederländerna och bildade Reformerta kyrkan i Nederländerna.